# Xcucul Sur
Xcucul Sur es una población del municipio de Umán, en el estado de Yucatán, México. Según el censo de 2020, tiene una población de 495 habitantes.

## Toponimia
El nombre (Xucucul Sur) tiene el vocablo Xcucul,que proviene del idioma maya, y Sur, para diferenciarlo de otras poblaciones.

## Hechos históricos
- En 1970 cambia su nombre de Xcucul a Xcucul Sur.

## Demografía
Según el censo de 2020 realizado por el INEGI, la población de la localidad era de 495 habitantes, de los cuales 275 eran hombres y 220 eran mujeres.
| 118                         | 150 | 127 | 116 | 88 | 119 | 111 | 133 | 154 | 223 | 292 | 343 | 401 | 495 |
| (Fuente: INEGI [Consultar]) |     |     |     |    |     |     |     |     |     |     |     |     |     |

## Galería

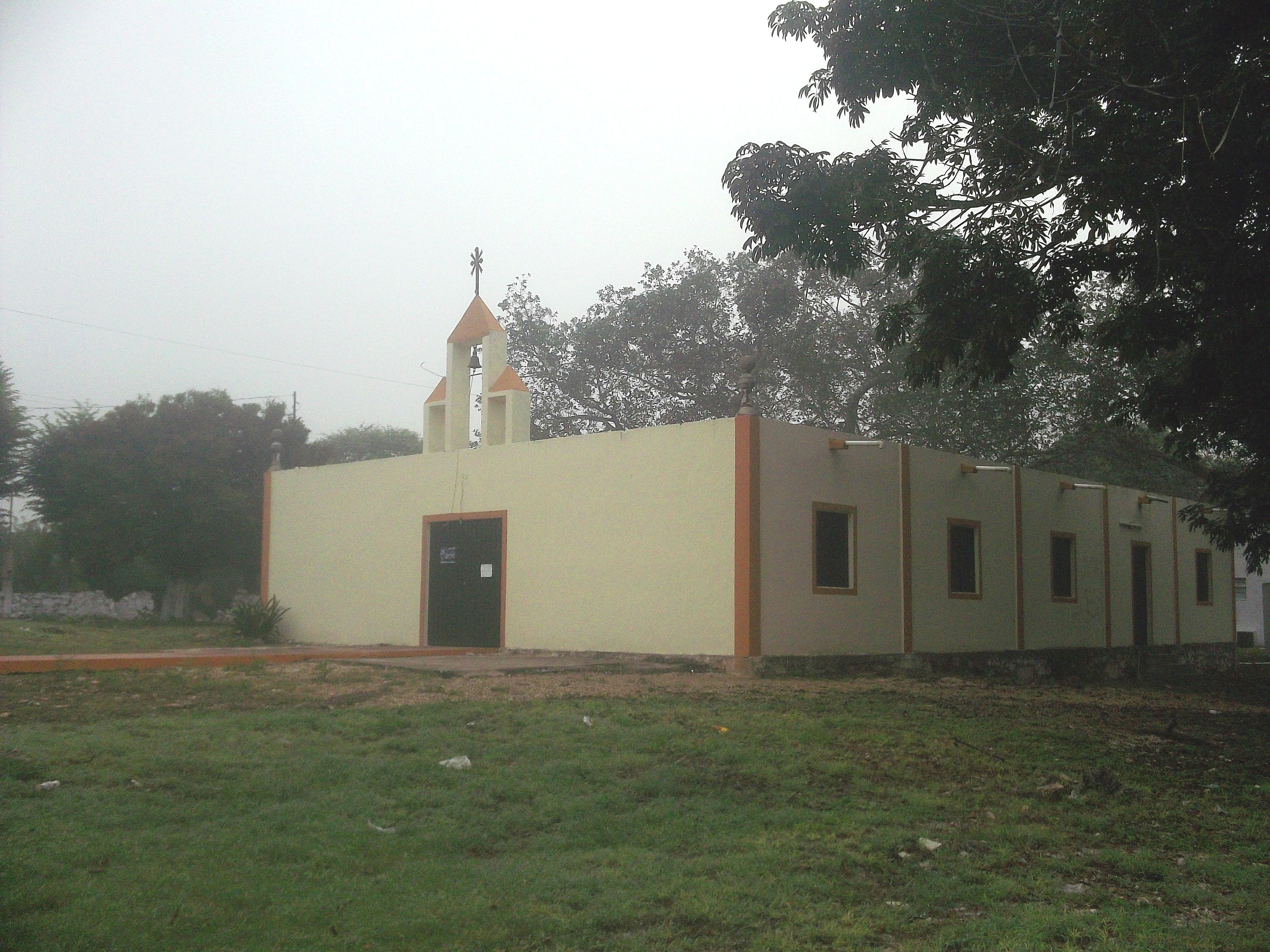
Iglesia
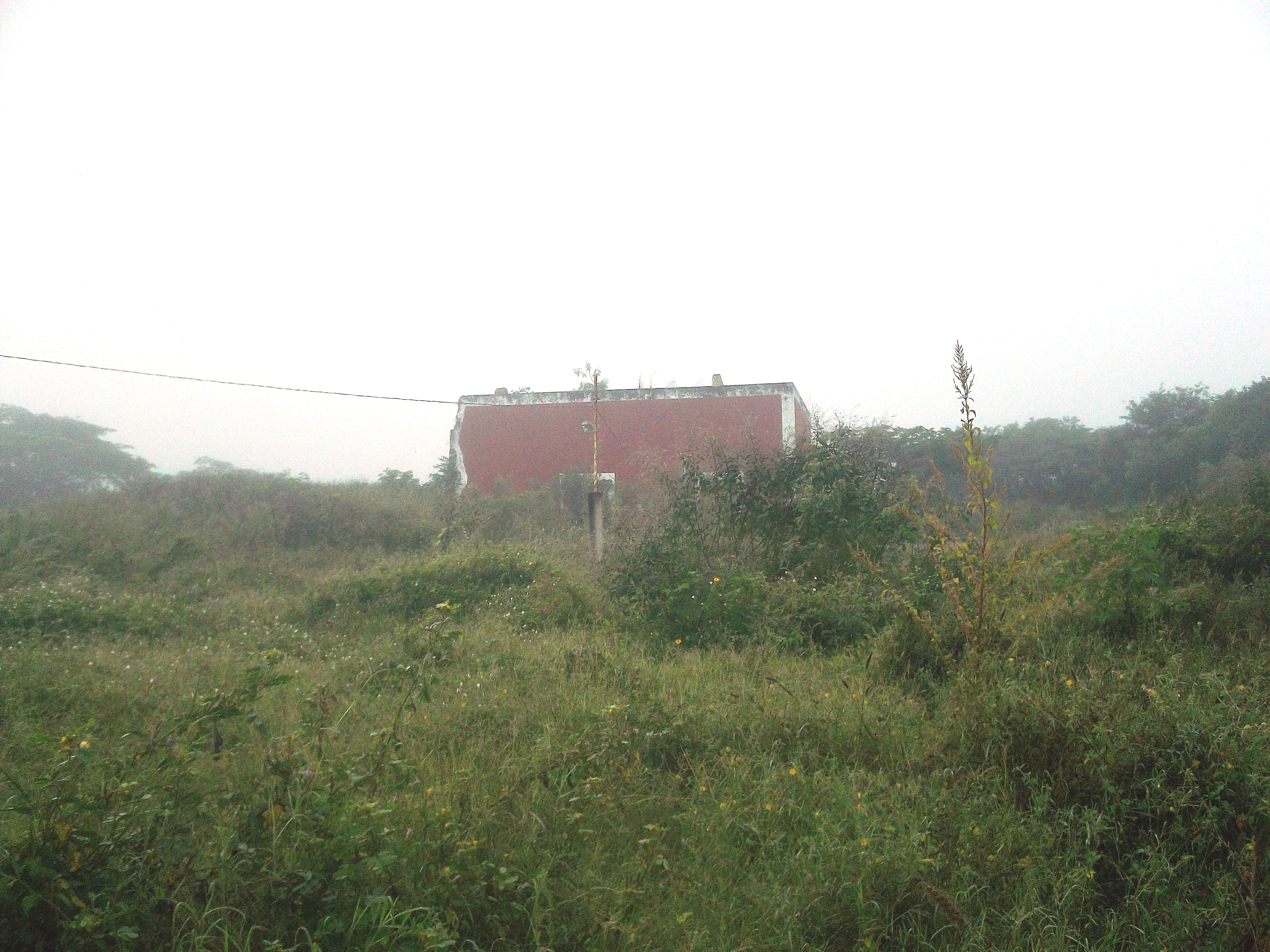
Hacienda
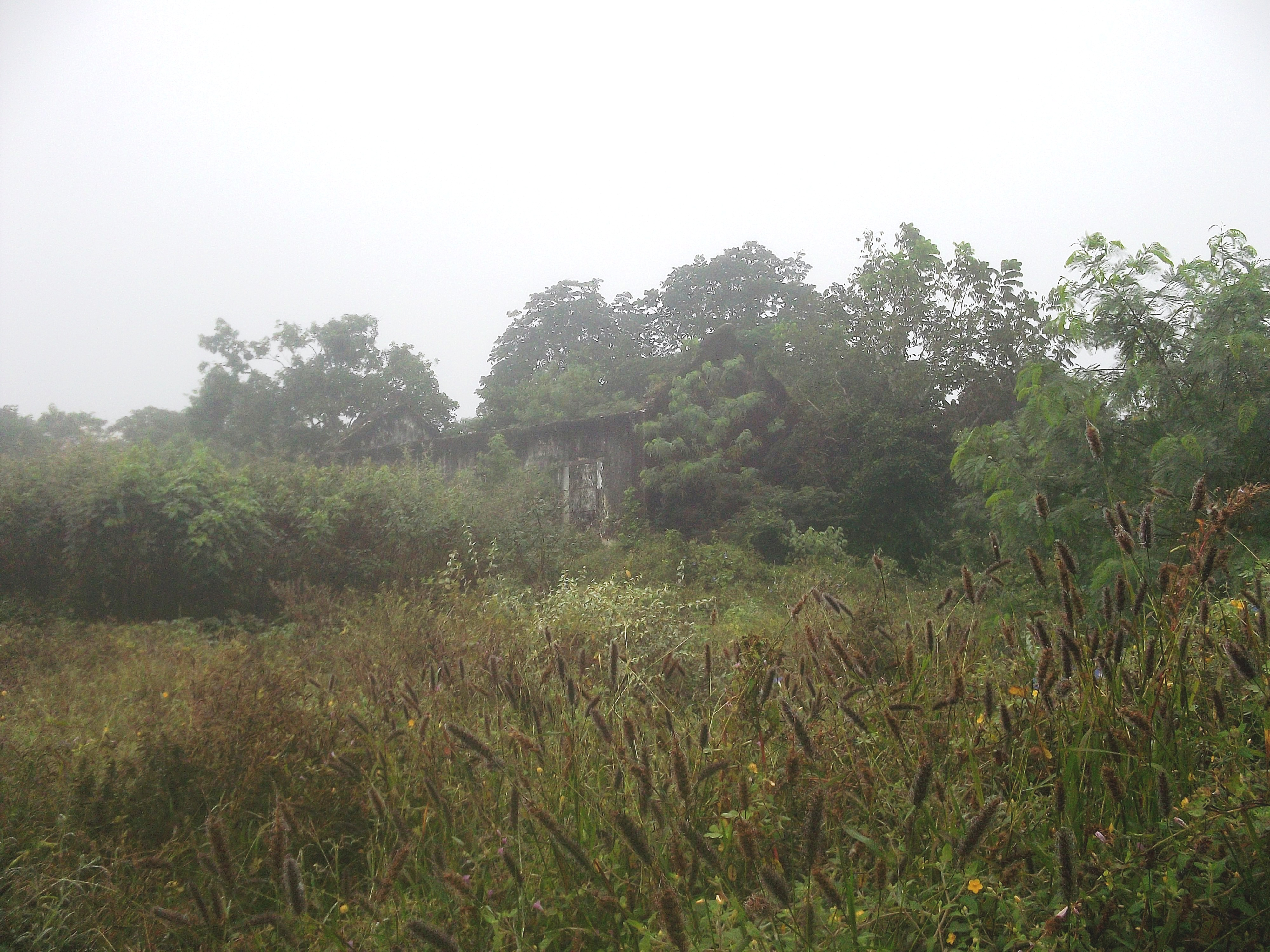
Hacienda